# 京王電気軌道23形電車

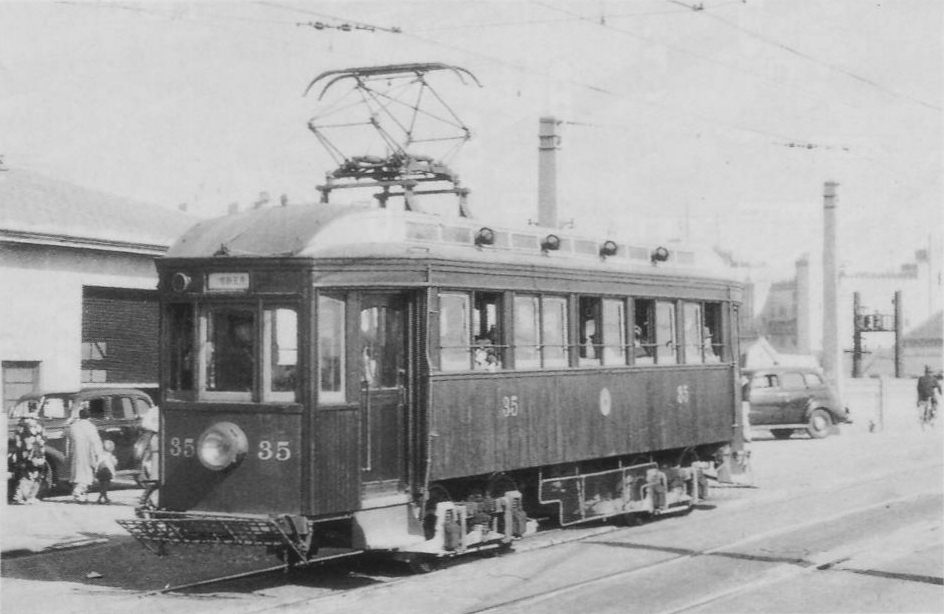
省線新宿駅前駅付近を行く23形35号（1937年撮影）

京王電気軌道23形電車（けいおうでんききどう23がたでんしゃ）は、京王電鉄京王線系統の前身である京王電気軌道が1920年（大正9年）から1926年（大正15年）にかけて導入した旅客用電車である。44両が製造され、大正時代の京王を代表する車両として知られる。

## 概要

### 登場の背景
1913年（大正2年）4月15日に笹塚 - 調布間で開業した京王電気軌道は、路線の延長を重ねた末1916年（大正5年）10月31日の調布 - 府中間開業をもって新宿追分 - 府中間の全線開業を達成した。その結果京王線の利用者数は飛躍的に増加し、1913年には一日750人に過ぎなかったものが1917年（大正6年）には一日5600人を数えるまでになった。
このため1形電車を始め四輪単車では輸送力不足となったことから、1919年（大正8年）には京王初のボギー車となる19形4両が導入された。しかし19形は従来の単車を単に引き伸ばしてボギー車に仕立てた程度のものであり、乗降口への扉設置や空気ブレーキの装備などの改良を施した新型車として登場したのが23形である。
各年に製造された車両番号、竣工日、メーカーは以下の通り。
| 製造年月              | 車両番号       | 製造メーカー         |
| --------------------- | -------------- | -------------------- |
| 1920年（大正9年）10月 | 23 - 28（6両） | 枝光鉄工所           |
| 1921年（大正10年）5月 | 29 - 34（6両） | 枝光鉄工所           |
| 1922年（大正11年）2月 | 35 - 40（6両） | 枝光鉄工所           |
| 1923年（大正12年）2月 | 41 - 48（8両） | 枝光鉄工所           |
| 1924年（大正13年）6月 | 49 - 54（6両） | 日本車輌製造東京支店 |
| 1925年（大正14年）5月 | 55 - 59（5両） | 雨宮製作所           |
| 1926年（大正15年）2月 | 60 - 66（7両） | 東京瓦斯電気工業     |

## 車体構造

### 車体
全長11,732mm、全高3,455mm、全幅2,286mm、客室長8,255mmの木造車体を備え、客室の前後に乗降デッキがある当時としてはごく一般的な構造を有する。ただし先行して導入された19形は乗降デッキの妻面にベスティビュールと呼ばれる風防ガラスを取り付けただけで吹きさらしのオープンデッキだったのに対し、23形は乗降口に扉を設けて雨風の侵入を防ぐ密閉型車体に改良されている。乗降扉は23 - 54が2枚連接引戸、55 - 66は1枚引戸で竣工したが、徐々に1枚引戸に統一
された。当時の京王線には道路上に軌道を敷設した併用軌道区間があったため、軌道法の規定に則り車体前面には歩行者巻き込み事故防止用の救助網、床下の台車間には金網（サイドフェンダー）が取り付けられていた。
客室側面の窓は2枚1組のものが扉間に5組配されており、便宜的な表記では1D22222D1の配列となっている。幅が絞られて細面となった車体前面は外方に向かって緩やかな曲面のついた3枚窓構成とされ、コントローラーの置かれる中央の窓を大きくとって乗務員の視界確保が図られている。側板は窓下に羽目板を並べる当時の標準的な工法によっている。座席はロングシートで、デッキに設置された運転台はH字状に組んだポールによって客室と仕切られているだけだった。車体塗装は、客室部の腰板をクリーム色に塗り分けるなど凝った装飾を施していた19形までとは異なり、茶色一色に簡素化されている。
屋根は明かり取り用の小窓の設けられたいわゆる二重屋根と呼ばれる構造で、側面には2枚1組の明かり取り窓5組と水雷形通風器4基が交互に配置されていた。

### 機器類
主電動機は枝光鉄工所製造の23 - 48が英国のイングリッシュ・エレクトリック（EE）社製DK-9C、日本車輌製造、雨宮製作所、東京瓦斯電気工業製造の49 - 66は同製品を東洋電機製造がライセンス生産したTDK-9Cを使用し、各台車に1基ずつ計2基を吊り掛け式で装備した。歯車比はDK-9C装備車が71:14（5.07）なのに対し、TDK-9C装備車は64:15（4.27）とわずかに高速よりの設定となっていた。
制御器は枝光製23 - 48が直接式のEE社製DBI-K4を、その他3社製の49 - 66は主電動機と同じく東洋電機製造によるライセンス生産品であるDBI-K13を搭載した。直接式であるため総括制御による連結運転には対応しておらず、そのため連結器は装備していなかった。
制動装置は当初手ブレーキと発電ブレーキのみ設置されていたが、1922年（大正11年）以降に製造された35 - 66は米国のウェスティングハウス・エア・ブレーキ社製SM直通ブレーキが標準装備となった。空気ブレーキなしで竣工した23 - 34も、同年中に空気ブレーキが取りつけられている。手ブレーキは空気ブレーキの導入後ほとんど使用されなくなったため、1934年（昭和9年）までに全車取り外されている。
台車は各車とも米国のJ.G.ブリル社製の鍛造軸ばね式2軸ボギー台車である76Eを装着した。軸距は1,473mm、台車間間隔は5,334mである。
集電装置は、竣工時点ではトロリー・ポールを車体前後の屋根上に各2本1組ずつ合計4本搭載していた。2本1組なのは、当時京王線の新宿追分 - 笹塚間が法制上の制約から帰線電流をレールではなく専用の架線に流す架空複線式で建設されていたためである。同区間が1927年に一般的な単線式に改修された後は、WH-S-514A型パンタグラフ1基に交換され、さらに1929年からはより小型なTDK-B型への交換が行われた。

## 運用
1920年（大正9年）の登場後、23形は単車が横浜市電への譲渡で1923年（大正12年）に一掃された後も増備が続けられ、最終的に44両の大所帯となり文字通りの主力車として重用されることになった。
しかし京王が関連会社として設立した玉南電気鉄道が1925年（大正14年）3月24日に府中 - 東八王子間を開業させると、23形より高速・大型で総括制御による連結運転が可能な玉南電鉄1形電車が登場し、京王が玉南を合併した後の1928年（昭和3年）以降は同車を基にした全長14m級の中型電車と呼ばれる車両が増備されるようになった。このため1両編成でしか運行できない23形は徐々に持て余されるようになり、新宿 - 千歳烏山間などもっぱら短区間の運行にのみ使用されるようになっていった。
その後1933年（昭和8年）に30・33の2両を多摩湖鉄道（西武多摩湖線の前身）へ譲渡したのをはじめとして処分が開始され、1941年（昭和16年）までに全車が廃車となった。

## 譲渡車両

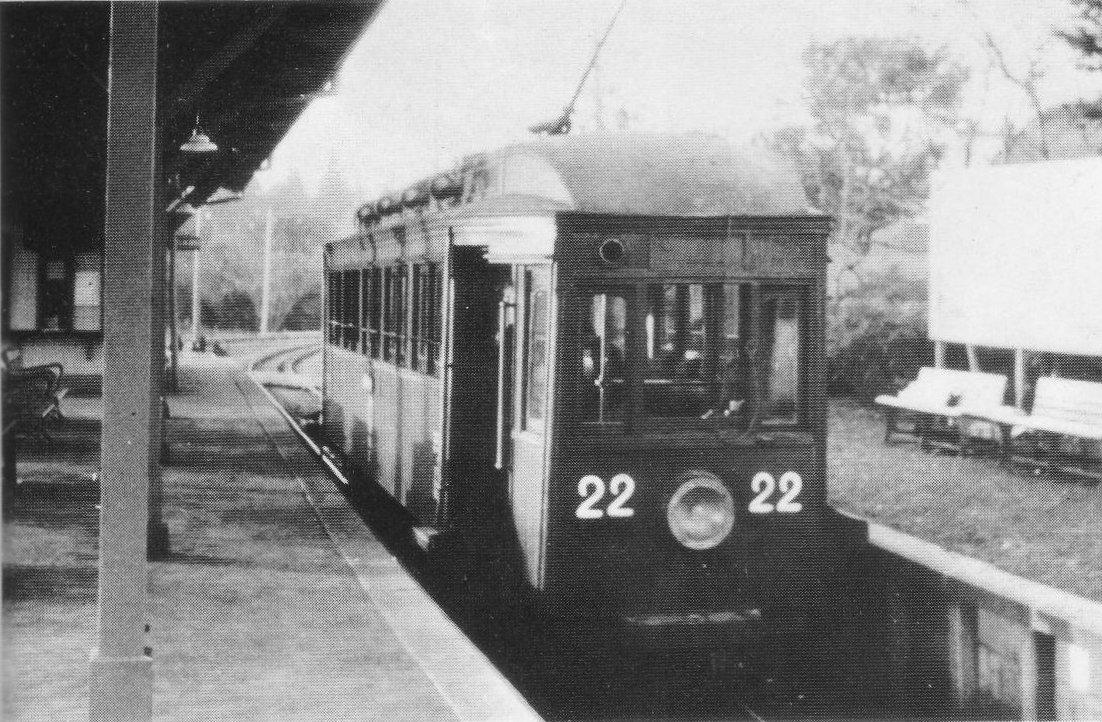
多摩湖鉄道22（元京王33。1937年撮影、国分寺駅）

廃車後、25両は1933年（昭和8年）から1941年（昭和16年）にかけて新京交通、大日本電力、多摩湖鉄道、東京地下鉄道、広島瓦斯電軌の各社へ譲渡された。高速走行を意識していたとはいえあくまで路面電車ベースの設計だったこともあってか、多摩湖鉄道以外の譲渡先はいずれも路面電車であった。
- 新京交通
  - 1941年（昭和16年）に51の1両を譲渡[11][21]。同社は満洲国の首都新京市内の路面電車を経営した企業であるが、譲渡後の状況は不明。

- 大日本電力（旧函館水電）
  - 1940年（昭和15年）に40・45・47・52・53・57の6両を譲渡[11][21]。同社は函館市を地盤とした電力会社で、函館市内において路面電車（今日の函館市電）を経営し、かつ昭和初期における京王電気軌道第二位の大株主であった[18][22]。譲渡後は400形（401 - 406）と改番し、集電装置がビューゲルに取り替えられるなどしたもののほぼ原型のまま使用された[11][21]。このうち405は長らく教習車として車庫に保存されていたが、引き取りの打診があったものの京王側が拒んだため解体されたとされている[12]。

- 多摩湖鉄道
  - 1933年に30・33の2両、翌1934年（昭和9年）に32の1両で合計3両を譲渡[11][13]。譲渡にあたっては車軸の交換、ステップ取り付けによるデッキ部の拡幅、トロリーポール化などの改造が行われ、30がモハ20形20、33が21、32が22に改番された。[8][13]。多摩湖鉄道はその後武蔵野鉄道、次いで（旧）西武鉄道に合併された。1948年（昭和23年）6月にはモハ101形101 - 103に再改番、さらに1949年（昭和24年）以降は順次車体が鋼体化された。

- 東京地下鉄道
  - 1938年（昭和13年）に23 - 26・28の5両を譲渡[8][21]。東京地下鉄道は今日の東京メトロ銀座線浅草 - 新橋間を建設・運営した鉄道会社であるが、譲渡と同じ1938年にバス会社の東京乗合自動車を買収した際、同社が1937年（昭和12年）に買収した城東電気軌道の路線も継承したため、路面電車も経営していた。譲渡にあたっての改造は集電装置をトロリーポールに復したのみである[21]。譲渡後は番号順に80形81 - 85、次いで1942年（昭和17年）に旧城東電気軌道線が東京市電に編入された後は10形11 - 15と改番されたが、太平洋戦争中の戦災によって全車焼失、廃車となった[注釈 8][21][24][25]。

- 広島瓦斯電軌（後の広島電鉄）
  - 1938年に36・41 - 43・48・58・62 - 65の10両を譲渡[8][21]。同年に発生した車庫火災による焼失車の代替として緊急に譲渡したもので、譲渡後は500形500 - 509と改番している[8][21]。市内線用車両ではあるが、太平洋戦争中は宮島線でも運用され、その関係で1945年（昭和20）8月6日の原爆投下でも被害を免れ、市内線の復旧後は直ちに投入された[21]。1948年（昭和23年）には車体を鋼体化して700形（701 - 710）となり、1980年（昭和55年）まで在籍した[8]。

このほか北京市電で23形とみられる電車が運行されている写真が残されているが、鉄道史研究者の澤内一晃は廃車後の1940年に小島栄次郎工業所なる鉄道車両・部品ブローカーに売却した31・34・35・39・54・56が販売されたものと推定している。これらの譲渡車も含め23形は全車が廃車解体されており、千葉県いすみ市のポッポの丘に広島電鉄譲渡分で使用されていたものと伝えられるブリル76E台車1両分が展示されているのみである。